# Арктическая медицина
Арктическая медицина — это область медицинской науки, изучающая особенности функционирования организма человека и его заболеваний в условиях Арктики с целью разработки наиболее эффективных и практически приемлемых средств и методов профилактики, диагностики и лечения. Арктическая медицина обобщает достижения различных разделов теоретической и клинической медицины, в том числе физиологии и экологии человека на Севере, медицинской климатологии, биоритмологии, географической патологии.
Основные задачи арктической медицины: раскрыть тонкие механизмы адаптации человека при воздействии на организм экстремальных факторов Севера, особенно холода и нарушения фотопериода; выявить клинико-патогенетические особенности заболеваний органов и систем; разработать этиопатогенетические методы их лечения.
Данное направление исследований усиленно разрабатывается на протяжении ряда лет мировым сообществом учёных на основе теоретического обобщения мирового опыта и следующих положений:
- В арктических регионах заболевания человека имеют свои особенности распространения, которые в большей степени связаны с экологическими факторами региона и состоянием адаптированности организма.
- Развитие заболеваний человека в суровых условиях региона происходит на фоне сдвигов медико-биологических и физиологических параметров организма: специфического рациона, нарушения питания, полигиповитаминозных состояний, сдвигов физиологических функций систем организма.
- Болезни на Севере, наряду с общепризнанными причинами, имеют специфические и характерные для арктических регионов факторы риска. С удлинением сроков проживания на Севере повышается частота заболеваний дистрофически-дегенеративного характера. Клиническая картина заболеваний характеризуется гипостенизацией симптоматики и торпидностью течения.
- Низкая эффективность медицинской помощи на Севере объясняется фактическим отсутствием системы обучения с учётом северной специфики, отсутствием научно обоснованных программ первичной и вторичной профилактики наиболее социально значимых заболеваний человека в условиях региона.

Выделение арктической медицины стало возможным благодаря достижениям современной медицинской науки в изучении особенностей заболеваний сердечно-сосудистой системы, органов дыхания, пищеварения, обмена веществ и других систем и органов в условиях Арктики.

## История
Во второй половине XX столетия во всем мире начали интенсивно проводиться научно-исследовательские работы по изучению географической патологии, медицинской географии, краевой патологии. Появилось множество обобщающих научных исследований об особенностях заболеваний человека на Севере.
На Всесоюзной конференции в г. Красноярске в 1981 г. было констатировано образование новой отрасли медицинской науки — северной (арктической) медицины. Целесообразность её выделения не вызвала сомнений среди многих исследователей Севера.
Интерес к изучению действия холода на организм человека особенно возрос после Второй мировой войны. В ходе военной кампании на советско-германском фронте значительные потери в живой силе были обусловлены обморожениями и другими поражениями холодом. Генерал-полковник в отставке Гейнц Гудериан писал: «армия начала терять людей из-за обморожений, и этих потерь было гораздо больше, чем потерь от огня противника. Численность действующих войск уменьшалась настолько быстро, что это оказывало сильное моральное воздействие на остававшихся в строю… Зима — главная причина неудачного наступления в 1941 г.». Следует отметить, что маршал Г. К. Жуков считал, что война, начатая против нашей страны гитлеровскими войсками и провал кампании 1941 г. явились результатом грубого стратегического просчёта Адольфа Гитлера, запланировавшего молниеносную войну без учёта зимних условий. В то время Советская Армия тщательно готовилась к зиме и обеспечила своих солдат надёжной защитой от холода.
В послевоенный период в США, Англии и Канаде резко возросли объёмы проводимых научных исследований по проблемам адаптации к низким температурам и медико-биологическим проблемам северных территорий. В России повышение интереса к изучению вопросов акклиматизации человека на Севере было обусловлено задачами послевоенного экономического развития СССР посредством резкого увеличения эксплуатации богатых природных ресурсов обширных северных территорий России и привлечения в эти регионы огромных людских ресурсов.
В начале 1950-х гг. ряд исследователей Севера выступили с предложениями об усилении и организации систематических научных исследований по Северу. Так, в представленном в Правительстве СССР докладе С. И. Славин «…обосновал большое народнохозяйственное значение освоения природных ресурсов и комплексного развития производительных сил Севера…». Предложение С. И. Славина получило поддержку Госплана СССР. По указанию Совета Министров СССР президиум Академии наук 28 мая 1954 г. своим постановлением организовал постоянную Комиссию по проблемам Севера. Так начались работы по систематическому изучению природных ресурсов, комплексному развитию производительных сил Севера. После Указа Президиума Верховного Совета СССР от 10 февраля 1960 г. «Об упорядочении льгот для лиц, работающих в районах Крайнего Севера и в местностях, приравненных к районам Крайнего Севера» значительно усилилась интенсивная эксплуатация природных ресурсов Севера, которая способствовала многократному стимулированию миграции на Север людских ресурсов со всех концов СССР. Постановлением Совета Министров СССР от 10 ноября 1967 г. № 1029 был утвержден «Перечень районов Крайнего Севера и местностей, приравненных к районам Крайнего Севера». К концу существования СССР в связи с деятельностью промышленных предприятий, созданных на Севере, резко обострились экологические проблемы региона, население районов Крайнего Севера достигло 10,3 млн чел.
Привлечение больших людских ресурсов потребовало усиления научных исследований по акклиматизации и адаптации человека в суровых природно-климатических условиях Севера. В 1957 г. 25-29 июля в г. Иркутске состоялась научная конференция АМН СССР с участием научных работников и врачей Восточной Сибири и Дальнего Востока по проблемам акклиматизации человека и краевой патологии в различных климатических условиях, а в ноябре 1960 г. состоялось совещание постоянной Комиссии по проблемам Севера АН СССР по акклиматизации и питанию населения на Крайнем Севере.
Резкое увеличение объёма научных медико-биологических исследований по проблемам Севера во всем мире и выявленное при этом отставание показателей состояния здоровья населения арктических территорий способствовали проведению в Женеве в 1962 г. первой международной научной конференции ВОЗ по проблемам медицины и здравоохранения в Арктике и Антарктиде. Возникла необходимость координации и международного обмена научными данными учёных различных стран мира. В связи с этим регулярно стали проводиться международные конгрессы по приполярной медицине под эгидой Международного союза по приполярной медицине. В настоящее время проведено 13 конгрессов.
Интерес к этой проблеме не ослабевает со стороны мирового сообщества. Данное обстоятельство диктуется колоссальными природными ресурсами Севера при ожидаемом в ближайшем будущем истощении запасов минеральных ресурсов в более доступных регионах земного шара. По самым смелым прогнозам в отдалённом будущем на Арктику могут переселиться до 1,5 млрд человек.